# Манчестер (Мериленд)
Манчестер (енгл. Manchester) град је у америчкој савезној држави Мериленд.

## Демографија
По попису из 2010. године број становника је 4.808, што је 1.479 (44,4%) становника више него 2000. године.
| Група             | 2000.         | 2010.         |
| Белци             | 3.234 (97,1%) | 4.344 (90,3%) |
| Афроамериканци    | 29 (0,9%)     | 157 (3,3%)    |
| Азијати           | 7 (0,2%)      | 76 (1,6%)     |
| Хиспаноамериканци | 19 (0,6%)     | 168 (3,5%)    |
| Укупно            | 3.329         | 4.808         |